# اسکوتیش بولداگ
اسکوتیش بولداگ (به انگلیسی: Scottish_Aviation_Bulldog) یک هواگرد از نوع آموزشی ساخت شرکت Beagle Aircraft/Scottish Aviation است. هواگرد اسکوتیش بولداگ نخستین پروازش را در ۱۹ مه ۱۹۶۹ میلادی انجام داد. این هواگرد در سال ۱۹۷۱ میلادی رسماً معرفی گردید و در سال‌های ۱۹۶۹–۱۹۷۶ تولید شده‌است. در مجموع، تعداد ۳۲۰ فروند از این هواگرد ساخته شده‌است.